# Gilligan’s Island
A Gilligan’s Island egy amerikai vígjátéksorozat (sitcom), amelyet Sherwood Schwartz készített a CBS számára 1964-ben. A műsor egy Gilligan nevű emberről szól, aki egy szigeten ragadt hat másik emberrel együtt. A további hajótöröttek: The Skipper, The Professor, Mary Ann, Ginger, Thurston Howell III és Lovey Howell. A műsor a hat hajótörött szökési kísérleteit mutatja be, amit Gilligan általában elront. Visszatérő poén (angolul: running gag) a sorozatban, hogy a professzor - zsenialitása ellenére - nem tud csónakot építeni, annak ellenére, hogy kókuszdióból megcsinál egy rádiót. Az eredeti sorozat nagyon népszerű volt, ezért három tévéfilm is készült: Rescue from Gilligan’s Island, The Castaways from Gilligan’s Island és The Harlem Globetrotters on Gilligan’s Island (utóbbiban egyébként a népszerű kosárlabdacsapat szerepelt). 3 évadot élt meg 98 epizóddal a sorozat. 25 perces egy epizód. Magyarországon soha nem vetítették. 1964. szeptember 26-tól 1967. április 17-ig ment a műsor. A siker hatására két rajzfilmsorozat is készült, és egy videójáték is. Az első évad fekete-fehérben készült el. Pár dokumentumfilm is készült a Gilliganből, egy-kettőben még benne volt az eredeti stáb. A CBS (Columbia Broadcasting Company) sugározta. Amerikában kultikus státusszal rendelkezik.